# Лавриків
Ла́вриків (стара назва — Руда-Лісна) — село у Львівському районі Львівської області. В селі збереглася дерев'яна церква Різдва Пр. Богородиці 1769.

## Історія
Село Лавриків засноване приблизно в середині XVIII ст. Складалось з таких присілків: Літепли, Грицалі (Грицаї), Ковалі, Шмиглі, Псярки, Кіпки (Кіпті), Черники, Хемичі, Смолюхи, Смуги, Дахи, Фарини, Віхті, Тогани, Руда-Лісна, Баглаї, Антони, Мавдрики, Сотники, Гарасими, Жучки, Бишків Магерівський, Білани, Гриби, Панчишини, Кубанські, Залужні.
Село належало до Равського повіту. На 01.01.1939 в селі проживало 2020 мешканців, з них 1910 українців-грекокатоликів, 10 українців-римокатоликів, 20 поляків, 80 євреїв.

## Уродженці та видатні мешканці
- Павлик Остап Якович — український історик, учень Михайла Грушевського.
- Сало Микола Ігорович (17.12.1992-06.08.2014) — солдат Збройних сил України, учасник російсько-української війни. Загинув поблизу с. Дякове, суч. Ровеньківського району, Луганської області. Не похований.
- Сліпець Григорій (1921-1945) - Чотовий і заступник командира сотні "Завойовники"(04-07.1944), курсант старшинської школи "Олені"(07-11.1944), організатор сотні УПА в Жовківщині(поч.1945), старший стрілець(21.09.1944), старший булавний(22.10.1944), хорунжий(30.01.1945).
- Чавс Роман (1994 - 09.08.2022) - уродженець с. Нова Кам'янка, житель с. Лавриків, боєць ЗСУ, загинув у боях на Миколаївщині. Поховали захисника на кладовищі в с. Лавриків.
- Климко Андрій Андрійович (1983 - 06.08.2023) - солдат ЗСУ, загинув поблизу с. Іванівське, Бахмутського району, Донецької області. Поховали захисника 10.06.2023 на кладовищі в с. Лавриків.